# Стурно
Стурно (італ. Sturno) — муніципалітет в Італії, у регіоні Кампанія, провінція Авелліно.
Стурно розташоване на відстані близько 240 км на південний схід від Рима, 75 км на схід від Неаполя, 29 км на північний схід від Авелліно.
Населення — 3092 особи (2014).
Щорічний фестиваль відбувається 8 серпня. Покровитель — San Domenico di Guzman.

## Демографія
Населення за роками:

Станом на 1 січня 2023 року в муніципалітеті офіційно проживало 40 іноземців з 13 країн, серед них 25 громадян країн Євросоюзу та 6 громадян України.

## Сусідні муніципалітети
- Карифе
- Кастель-Баронія
- Флумері
- Фридженто
- Рокка-Сан-Феліче